# بيتيس (محطة مترو أنفاق مدريد)
بيتيس (بالإسبانية: Pitis)‏ هي محطة مترو أنفاق في مدريد في إسبانيا، تقع على الخط رقم 7.